# Wo sind meine Wunderwerke
Wo sind meine Wunderwerke (in tedesco, "Dove sono i miei miracoli") BWV Anh 210 è una cantata di Johann Sebastian Bach.

## Storia
Pochissime le informazioni che si hanno su questa cantata. Composta nel 1734 per il congedo di Johann Matthias Gesner dalla carica di rettore della Thomasschule di Lipsia, venne eseguita il 4 ottobre dello stesso anno. Sia il testo che la musica sono andati interamente perduti.